# Bilgram
Bilgram é uma cidade e um município no distrito de Hardoi, no estado indiano de Uttar Pradesh.

## Geografia
Bilgram está localizada a 27° 11′ N, 80° 02′ L. Tem uma altitude média de 136 metros (446 pés).

## Demografia
Segundo o censo de 2001, Bilgram tinha uma população de 25,292 habitantes. Os indivíduos do sexo masculino constituem 54% da população e os do sexo feminino 46%. Bilgram tem uma taxa de literacia de 50%, inferior à média nacional de 59.5%; a literacia no sexo masculino é de 57% e no sexo feminino é de 42%. 18% da população está abaixo dos 6 anos de idade.